# Paperboy (videojuego)
Paperboy es un videojuego desarrollado y publicado por Atari Games en 1984. Inicialmente diseñado como arcade, cuenta también con adaptaciones para ordenadores personales y videoconsolas.
El protagonista de Paperboy es un joven repartidor de periódicos, que deberá entregar la prensa a los suscriptores del barrio montado en su bicicleta. En la máquina recreativa original, el controlador del personaje era un manillar de bicicleta y los escenarios están dispuestos en perspectiva oblicua. La franquicia ha contado con dos secuelas: Paperboy 2 (1992) y Paperboy 64 (1999).
El juego puede ser jugado o descargado gratuitamente en Internet Archive.

## Sistema de juego
Paperboy es un videojuego de acción: el jugador controla a un repartidor en bicicleta que cada día deberá entregar la prensa a los suscriptores del vecindario, sorteando todo tipo de obstáculos. La dificultad del juego estriba en el acierto del reparto: los periódicos lanzados deben caer en el portal o buzón. El suscriptor se dará de baja si el reparto no se ha hecho correctamente o se han causado daños en su vivienda.
El juego consta de tres niveles representados en barrios: Easy Street (fácil), Middle Road (intermedio) y Hard Way (difícil), todos en proyección oblicua. El objetivo es hacer un reparto a todos los suscriptores durante una semana, de lunes a domingo. Los hogares de los suscriptores se distinguen del resto por sus colores, y además se muestra la ruta de reparto antes de cada nivel. Si se pierden todos antes de concluir la semana, el juego concluye. En cambio, se puede ganar un suscriptor al completarse un reparto perfecto. Al final de cada nivel hay un escenario de bonificación.
El repartidor puede llevar hasta 10 periódicos a la vez. Si le quedan pocos, durante la ruta puede recoger paquetes de prensa para reabastecerse. El número de ejemplares aparece debajo del marcador.
Cualquier caída o choque contra un obstáculo supone la pérdida de una vida. Arrojar un periódico contra el obstáculo hace que éste se detenga, sin importar qué sea.

## Versiones
La versión original de Paperboy es la recreativa desarrollada por Atari Games en 1984 y publicada en el mercado estadounidense en abril de 1985. Sobre una plataforma Atari System II, el microprocesador es una DEC T-11 de 10 MHz y varios chips de sonido, entre ellos un Yamaha YM2151 para la música. El controlador es un manillar de bicicleta —basado en la yunta de la recreativa de Star Wars de 1983— con dos botones para lanzar los periódicos, a izquierda y derecha.
Existen numerosas adaptaciones de Paperboy. La más importante en videoconsolas es la de Nintendo Entertainment System en 1988, pues se trata del primer videojuego de NES desarrollado en Estados Unidos por Mindscape. También hubo versiones para Master System, Mega Drive, Atari Lynx, Game Boy y Game Boy Color. Los modelos más comunes de ordenadores personales contaron con su propia adaptación, tales como Amiga, Amstrad CPC, Commodore 64 y ZX Spectrum. Se diseñó incluso un modelo propio de videoconsola portátil de Tiger Electronics. 
Hay tres secuelas: Paperboy 2 (1992), exclusivo para consolas; Paperboy 64 (1999), sólo disponible en Nintendo 64, y Paperboy para iPhone (2009). La compilación Midway Arcade Treasures (1983) incluye una versión de la recreativa.